# Medalha Keith

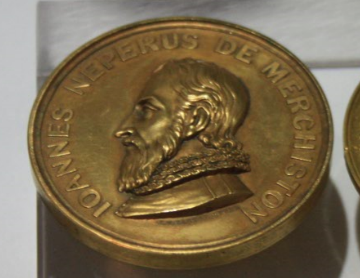
Medalha Keith

A Medalha Keith (em inglês:  Keith Medal) é uma condecoração da Sociedade Real de Edimburgo para um artigo científico publicado em um de seus periódicos, preferencialmente na área da matemática (publicado no Proceedings, Série A) e geologia (publicado no Transactions) e por uma nova descoberta. É denominada em memória de Alexander Keith of Dunnottar (morto em 1819), o primeiro tesoureiro da sociedade, e foi lançada com recursos de sua herança. Em 2006 foi concedida a medalha de número 80.

## Recipientes
A lista antes de 1990 está incompleta.
- 1848: Thomas Brisbane[1]
- 1854: William John Macquorn Rankine
- 1864: William Thomson
- 1878: Matthew Forster Heddle[2]
- 1884 e 1899: Thomas Muir[3]
- 1886: John Aitken
- 1917: James Ashworth[4]
- 1942: Edward Copson[5]
- 1950: Arthur Geoffrey Walker
- 1974: Douglas Samuel Jones
- 1979: John Mackintosh Howie
- 1984: John Heslop-Harrison[6]
- 1990: John Macleod Ball
- 1993: Euan Clarkson
- 1997: Vladimír Šverák
- 2006: Antonio De Simone, Stefan Müller, Robert Kohn, Felix Otto